# Huzama Habayeb
Huzama Habayeb (em árabe:  حزامة حبايب, Kuwait, 4 de junho de 1974) uma romancista, colunista, tradutora e poeta
palestina que ganhou vários prémios, como o Prémio Mahmoud Seif Eddin Al-Erani para histórias curtas e também ganhou um prémio no Festival da Juventude de Jerusalém Inovação em histórias curtas. 

## Biografia
Após a graduação da Universidade do Kuwait em 1987 em línguas e literatura inglesa, ela prosseguiu com a carreira no jornalismo, ensino e tradução, antes de começar a escrever profissionalmente como autora. Ela é membro da Associação dos Escritores Jordanos e da Federação dos Escritores Árabes.

### Emprego
Antes de se tornar uma profissional, Habayeb trabalhou em diferentes campos. Primeiro, trabalhou na área do jornalismo, no Kuwait, e mais tarde trabalhou como professora e tradutora, até se mudar para a Jordânia. Contudo, mesmo depois de conseguir o reconhecimento como um escritora eminente, ela escolheu permanecer nos domínios do jornalismo e da tradução. Ela traduziu vários livros do inglês para a língua árabe.

## Carreira de literária
Os escritos de Habayeb centram-se principalmente no género da ficção, embora ela também escreva não-ficção. Os três principais géneros literários incluídos em sua bibliografia são poesia, histórias e romances.

### Poesia
Embora seja sabido que Habayeb é uma escritora em prosa, suas obras iniciais foram compostas em poesia, particularmente em verso livre. Em maio de 1990, uma colecção de catorze poemas de verso livre sob o título "Imagens" foi publicada na edição n.º 23 da revista An-Naqid, uma revista com sede em Londres que mais tarde foi encerrada.
O trabalho de poesia mais notável de Habayeb é uma colecção de poesia chamada "Mendicidad", publicada em 2009 pelo Arab Research and Publication Institute (AIRP), que é a editora que publicou a maioria de suas obras.
A forma literária que contribuiu grandemente para a fama regional de Habayeb é a história curta, que culminou em 1992 quando recebeu seu primeiro prémio de redacção: Youth Innovation Festival em Short Stories de Jerusalém, para sua primeira colecção de contos, O Homem Que Recursa (الرجل الذي يتكرر) publicado pela AIRP. Dois anos depois, após a publicação de sua segunda colecção de histórias curtas, The Faraway Apples (التفاحات البعيدة) em 1994, pela Al-Karmel Publishing House, a Associação de Escritores Jordanos concedeu-lhe o segundo prémio de história curta, o Prémio Mahmoud Seif Eddin Al-Erani.

### Romances
Depois de quatro colecções bem-sucedidas de histórias curtas, Habayeb escreveu seu primeiro romance, The Origin of Love (أصل الهوى,) publicado pela mesma editora que havia publicado as suas poesias, em 2007. O romance provocou uma tempestade de controvérsia devido à abundância e ao conteúdo sexual descarado nele, que é apresentado através de intimidação e explicitação. Esse conteúdo levou à proibição do romance na Jordânia, onde havia sido impresso, de acordo com uma directriz do Departamento de Imprensa e Publicações. Em um programa transmitido no canal de televisão norueguês NRK2, Habayeb abordou a linguagem explicitamente sexual e erótica que ocasionalmente aparece em seus escritos, enfatizando que "temos que falar as coisas como elas são".

Quando questionada, em uma entrevista com o jornal Al Ghad em 28 de novembro de 2008, sobre sua opinião sobre a decisão da proibição, Habayeb disse que: 
Quatro anos depois do seu romance, o segundo romance de Habayeb, Before the Queen Falls Asleep (قبل أن تنام الملكة) foi publicado. O romance, juntamente com a aclamação da crítica, foi considerado "um grande salto" em sua escrita, e alcançou o sucesso popular no canal de televisão Sharjah em 5 de outubro de 2013. Huzama Habayeb afirmou que "este romance, dentro da estrutura da narrativa, e sem qualquer classificação ou consideração à leitura interpretativa ou crítica, é a história de uma mulher que conta a sua história para sua filha que está prestes a estudar no exterior».

## Obras
Todos os livros listados foram escritos originalmente em árabe.
- The Man Who Recurs (الرَّجُل الذي يَتَكرَّر) Antologia (1992)
- The Faraway Apples (التُفَّاحات البَعِيدَة) Antologia (1994)
- A Form of Absence (شَكْلٌ للغِياب) Antologia (1997)
- Sweeter Night (لَيْلٌ أحْلَى)  Antologia (2002)
- The Origin of Love (أصْلُ الهَوَى) Romance (2007)
- Begging (اسْتِجْداء) Coleção de poesias (2009)
- From Behind Windows (مِنْ وَراء النَّوافِذ) Antologia (2010)
- Before the Queen Falls Asleep (قَبْلَ أن تَنامَ المَلِكَة) Romance (2011)
- Velvet (مُخْمَل) Romance (2016)